# Reinhold Unger
Reinhold Unger (* 23. September 1880 in Wallendorf; † 17. April 1974 in Coburg) war ein deutscher Bildhauer, Keramiker und Porzellanmodelleur. 

## Leben und Werk
Reinhold Unger war ein Sohn des Retuscheurs Hermann Unger und seiner Ehefrau Karoline (geb. Seel). Nach seiner Eheschließung mit Paula Fischer (1884–1960) im Jahr 1904 verlegte er 1906 seinen Wohnsitz vom thüringischen Schmiedefeld nach Coburg. Ab 1915 war er für die Porzellanfabrik W. Goebel im oberfränkischen Oeslau tätig. Dort war er zunächst vorwiegend mit der Gestaltung religiöser Plastiken beschäftigt und besorgte auch die Modellierung einiger keramischer Wandmasken-Modelle. Zusammen mit Arthur Möller war er ab 1935 für den Entwurf der weltberühmten Hummelfiguren zuständig. Er wurde von Franz Goebel selber, wie alle anderen entwerfenden Künstler der Hummelfiguren, „Meistermodelleur“ genannt und kann demnach retroperspektiv aufgrund seiner Tätigkeit als erster entwerfender Künstler der Hummelfiguren als „erster Meistermodelleur“ betrachtet werden.
Unger stellte auf der Großen Deutschen Kunstausstellung 1941 im Haus der Deutschen Kunst in München zwei keramische Werke aus: Waldidyll und Auf der Weide. Die Plastik Waldidyll, die einen Satyr mit Rehkitz darstellt, war als Bildmotiv Nr. 325 Bestandteil der HDK-Kunstpostkartenserie, die vom Haus der Deutschen Kunst herausgegeben wurde. Auf den folgenden Großen Deutschen Kunstausstellungen zeigte Unger die Werke Das keusche Evchen (1942) und Märchen (1943).
Noch im hohen Alter (bis 1972) schuf Unger einzelne Modelle für Hummel-Figuren. Reinhold Unger starb am 17. April 1974 im Alter von 93 Jahren in Coburg.

## Werke (Auswahl)
bekannte Hummelfiguren
- Die Gratulantin (1935)
- Lausbub (1935)
- Blumenmadonna mit Kind (1935)
- Die kleine Gärtnerin, (1937)
- Unter einem Dach (1937)
- Schutzengel (1938)
- Zum Tanz Baßgeiger (1947)
- Himmlische Klänge (1948)
- Kniender Engel mit Kerze (1958)
- Sitzender Engel mit Horn (1972)

sonstige Werke
- Waldidyll (1941)
- Auf der Weide (1941)
- Das keusche Evchen (1942) (Abbildung)
- Märchen (1943)